# John William Lambert
John William Lambert (Condado de Champaign (Ohio), 29 de janeiro de 1860 — 20 de maio de 1952) foi um dos pioneiros da indústria automobilística nos Estados Unidos.  .
Em 1891, construiu seu primeiro veículo automotor, que foi o primeiro veículo movido a gasolina construído nos Estados Unidos.
Em 1902:
1. requereu a patente da transmissão por disco de atrito;[7] [8]
2. fundou a Union Automobile Company na cidade de "União" (Indiana) e deu início à produção de veículos equipados com transmissão por disco de atrito[5].

Durante a sua vida requereu mais de 600 patentes, a maioria ligada à indústria automobilística.